# ليفي غرينوود
ليفي غرينوود (بالإنجليزية: Levi Greenwood)‏ هو لاعب كرة قدم أسترالية أسترالي، ولد في 19 فبراير 1989 في وايللا في أستراليا.

## وصلات خارجية
- ليفي غرينوود على موقع AustralianFootball.com (الإنجليزية)
- ليفي غرينوود على موقع AFLtables.com (الإنجليزية)